# Holzheim, Neu-Ulm
Holzheim là một đô thị ở huyện Neu-Ulm bang Bayern thuộc nước Đức.